# 勘解由小路資生
勘解由小路 資生（かでのこうじ すけより/すけなり）は、江戸時代後期の公家・歌人。官位は正三位。明治期の官僚・政治家。貴族院子爵議員。

## 経歴
山城国京都で、裏松恭光の四男として生まれ、勘解由小路光宙の養子となる。天保15年1月（1844年）中務権少輔に任じられ、以後、中務少輔、弁官を歴任。文久2年12月（1863年）国事御用掛に就任し、国事に活動した。
慶応4年2月20日（1868年3月13日）明治天皇の親征大坂行幸に供奉を命ぜられた。以後、左中弁、弁官事、即位御用掛、山稜総管、侍従、宮内省六等出仕、宮中祗候などを歴任。
1881年4月28日、元老院御用掛に就任し、以後、建白課勤務、兼編纂局、兼宮内省御用掛、明宮出仕などを務め、1884年7月8日、子爵を叙爵。1886年1月21日、元老院御用掛を非職となり、1889年1月20日、非職満期で退官した。
1890年7月10日、貴族院子爵議員に選出され、死去するまで在任した。

## 栄典
- 1884年（明治17年）7月8日 - 子爵[5]
- 1887年（明治20年）1月19日 - 正四位[6]
- 1893年（明治26年）1月25日 - 正三位[7]

## 著作
- 『資生歌集』（嘉永5年 - 元治2年）[8] ※宮内庁書陵部所蔵

## 系譜
- 父：裏松恭光
- 母：不詳
- 養父：勘解由小路光宙
- 妻：咏 - 勘解由小路光宙の娘
- 生母不明の子女
  - 三男：勘解由小路資承（貴族院議員）[2]
  - 次女：秋子 - 武者小路実世夫人
  - 四女：立子 - 甘露寺義長夫人
  - 五女：直子 - 川口武定夫人
  - 六女：操子 - 烏丸光亨夫人
- 養子：
  - 男子：勘解由小路光尚 - 勘解由小路光宙の子
- 孫：
  - 武者小路実篤
  - 武者小路公共